# 1996 a tudományban
1996 a tudományban és a technikában.

## Biológia
- július 5. – Dolly bárány, az első sikeresen klónozott emlős megszületett.
- augusztus 6. – A NASA bejelenti, hogy az ALH 84001 meteorit, mely a Marsról származik, primitív életformák nyomait tartalmazza.
- A Saccharomyces cerevisiae élesztő genomjának géntérképe elkészült, ez az első eukarióta genom, melynek genetikai állománya teljesen ismertté vált.

## Csillagászatésűrkutatás
- január 30. – Felfedezik a Hyakutake üstököst.
- február 17. – A NEAR Shoemaker űrszondát elindítják. A 433 Eros kisbolygóra szállt le 2001-ben.
- május 20. – A Hale–Bopp-üstökös első szabad szemmel történő megfigyelése.
- június 4. – Az ESA Ariane–5 rakétája a start után felrobban, elpusztítva ezzel a Cluster-program 4 geofizikai műholdját.
- november 7. – A NASA elindítja a Mars Global Surveyort.
- december 2. – A NASA elindítja a Mars Pathfindert.
- október – A második 9,8 m-es tükrös távcső megkezdi működését a Keck Obszervatóriumban, a Mauna Keán, Hawaii-on.

## Építészet
- február 13. – Elkészül a világ legmagasabb épületének, a Kuala Lumpurban található 460 méter magas Petronas ikertoronynak a szerkezete.

## Felfedezések
- május 23. – A svéd Göran Kropp eléri a Mount Everest topográfiai csúcsát egyedül oxigén nélkül, miután kerékpárral tette meg az utat a hegyhez Svédországból.

## Meteorológia
- január 7. – Az USA keleti részén több mint 100 embert öl meg egy vihar.
- május 13. – Vihar és tornádó pusztít el 600 embert Bangladesben.
- július 18. – Július 21. – Viharok súlyos áradást keltenek a Saguenay-folyón Quebec-ben, Kanada egyik legsúlyosabb természeti katasztrófáját okozva ezzel.

## Számítástechnika
- február 10. – A Deep Blue egy partiban legyőzi a sakknagymester Garri Kaszparovot, viszont mérkőzésen először csak egy évvel később tud nyerni ellene.
- Lov Grover a Bell Labs-nál, publikálja a Grover algoritmust.
- Az IRCNet létrejött.

## Technika
- március 2. – A Tokiói Egyetemen olyan robotfejet fejlesztenek ki, mely az ember arcvonásait utánozza.
- április 22. – Franciaországban bemutatják az APS rendszerű intelligens fényképezőgépet, mely minden beállítást önműköden végez.
- október 1. – Japánban elindul a Perfect TV, az első műholdas digitális műsorszóró.

## Díjak
- Nobel-díj
  - Fizikai Nobel-díj:  David Morris Lee (USA), Douglas Dean Osheroff (USA) és Robert Coleman Richardson (USA) „a hélium-3 izotóp alacsony hőmérsékleten létrejövő szuperfolyékony tulajdonságának felfedezéséért”.
  - Kémiai Nobel-díj:  Robert Curl, Sir Harold Kroto, Richard Smalley „a fullerének felfedezéséért.”
  - Fiziológiai és orvostudományi Nobel-díj:  Peter C. Doherty, Rolf M. Zinkernagel megosztva „annak leírásáért, hogyan használják a nyiroksejtek a szövetösszeférhetőségi génkomplex (major histocompatibility complex – MHC) molekulákat a vírusok felismerésére és elpusztítására”.
- Turing-díj: Amir Pnueli
- Wollaston-medál a geológiáért: Nicholas John Shackleton

## Születések
- július 5. – Dolly bárány (kimúlt 2003-ban), a világ első klónozott emlőse.

## Halálozások
- január 12. – Bartel Leendert van der Waerden holland matematikus (* 1903).
- február 20. – Solomon Asch lengyel születésű amerikai pszichológus (* 1907)
- március 26. – David Packard (született 1912), mérnök.
- június 6. – George D. Snell Nobel-díjas (megosztva) amerikai genetikus, immunológus (* 1903)
- június 17. – Thomas Kuhn (született 1922), tudományfilozófus.
- augusztus 1. – Tadeus Reichstein (született 1897), Nobel-díjas kémikus.
- augusztus 9. – Sir Frank Whittle, a sugárhajtású repülőgépmotor feltalálója (* 1907).
- augusztus 12. – Viktor Hambarcumján örmény, szovjet elméleti csillagász, asztrifizikus (* 1908)
- szeptember 20. – Erdős Pál magyar matematikus (* 1913).
- október 11. – Lars Ahlfors finn matematikus, elsősorban Riemann-felületekkel foglalkozott (* 1907).
- december 20. – Carl Sagan (született 1934), csillagász, sci-fi-író.